# Jacopo Palma (der Alte)

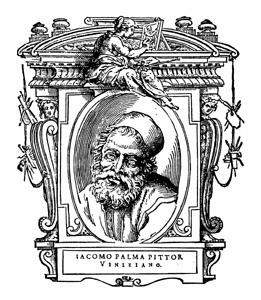
Jacopo Palma in der Ausgabe 1568 der Vite von Vasari

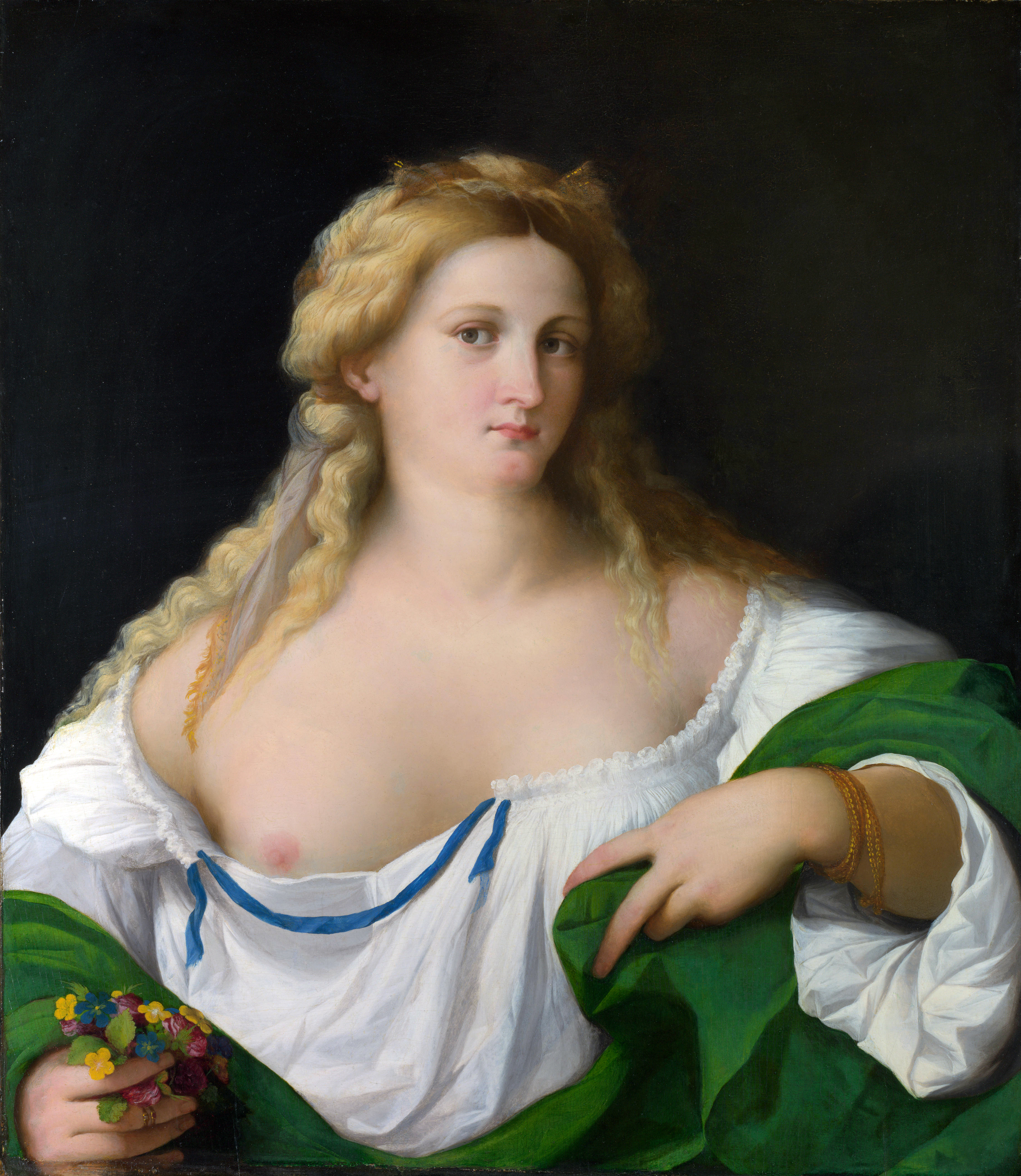
Palma il Vecchio: Eine blonde Frau

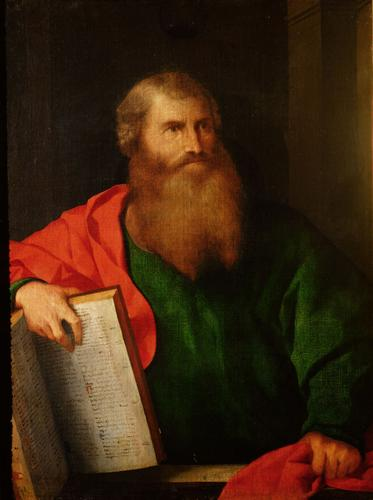
Der Evangelist Johannes

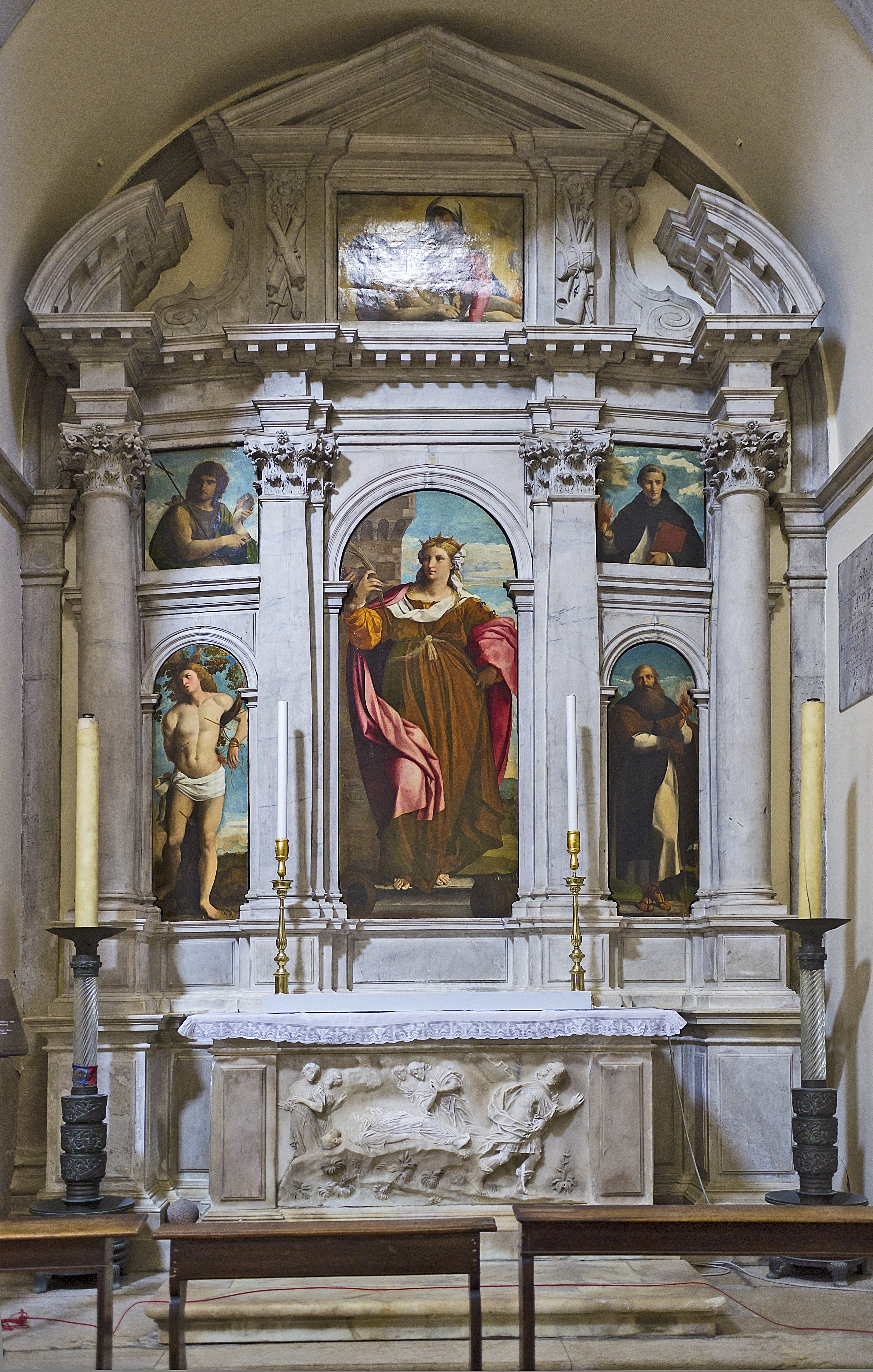
Das Polyptychon Heilige Barbara mit Pietà und Heiligen gilt als ein Hauptwerk Palmas.

Jacopo Palma (* um 1480 in Serina Alta, heute Serina bei Bergamo; † 30. Juli 1528 in Venedig), häufig auch Jacopo Palma il Vecchio („der Alte“) genannt, war ein oberitalienischer Maler der venezianischen Schule.
Jacopo Palma il Giovane („der Jüngere“) war sein Großneffe.

## Leben und Werk
Über das Leben Palmas ist wenig Zuverlässiges bekannt. Doch ergibt sich aus seinen Werken, von denen über fünfzig erhalten sind, dass er sich in Venedig unter dem Einfluss von Giovanni Bellini, Cima da Congeliano und Carpaccio ausbilden ließ, dass er später seinen Stil nach seinen Altersgenossen Tizian und Giorgione umwandelte und schließlich in der letzten Periode seines Schaffens zu voller malerischer Freiheit und Selbständigkeit entwickelte.
Mit Tizian und Giorgione bezeichnet er den Höhepunkt der venezianischen Malerei während ihrer Blütezeit. Er malte Altarbilder und religiöse Gemälde für Paläste und Familienkapellen, die meist die Madonna mit dem Kind und mehreren Heiligen, bisweilen auch mit den Stiftern in ruhigem Beisammensein darstellen (genannt Sacra conversazione, heilige Unterhaltung) außerdem Porträts, Einzelgestalten und Studienköpfe.
Sein Hauptwerk, zugleich eine der vollendetsten und großartigsten Schöpfungen der Malerei überhaupt, ist die um 1515 gemalte heilige Barbara (Venedig, Santa Maria Formosa). Zu seiner ersten Periode gehören eine Madonna mit dem Kind (Berlin, Museum), die Madonna mit Heiligen und musizierenden Engeln in Zerman bei Treviso und der heilige Petrus mit sechs Heiligen (Venedig, Akademie).
Zur zweiten Periode zählen die heilige Barbara, Adam und Eva (Braunschweig, Herzog Anton Ulrich-Museum), Christus und die Ehebrecherin (Rom, Kapitol), Mariä Heimsuchung (Wien, kaiserliche Galerie), die Anbetung der Hirten (Paris, Louvre), die Madonna mit Petrus (Rom, Palazzo Colonna), die Madonna unter dem Baume mit vier Heiligen (Wien, kaiserliche Galerie) und die heilige Familie mit Hieronymus und Katharina (Neapel, Museum).
Der letzten Periode werden die Madonna mit den Heiligen Lucia und Georg (Vicenza, San Stefano), die Anbetung der Könige (Mailand, Pinacoteca di Brera) und Jakob und Rahel (Dresden, Galerie) zugeordnet.
Die schönsten seiner Bildnisse und Einzelfiguren besitzen die kaiserlichen Galerien zu Wien (darunter die sogenannte Violante und eine Lucrezia), die Dresdener Galerie (eine ruhende Venus und die drei Schwestern), der Palazzo Sciarra in Rom (unter dem Namen „la bella il Tiziano“) und das Berliner Museum.
Palma war derjenige Maler, der die venezianische Frauenschönheit am glänzendsten zu schildern wusste, namentlich in seiner letzten Periode, in der er die Lokalfarben in zartem Licht verschwimmen ließ.

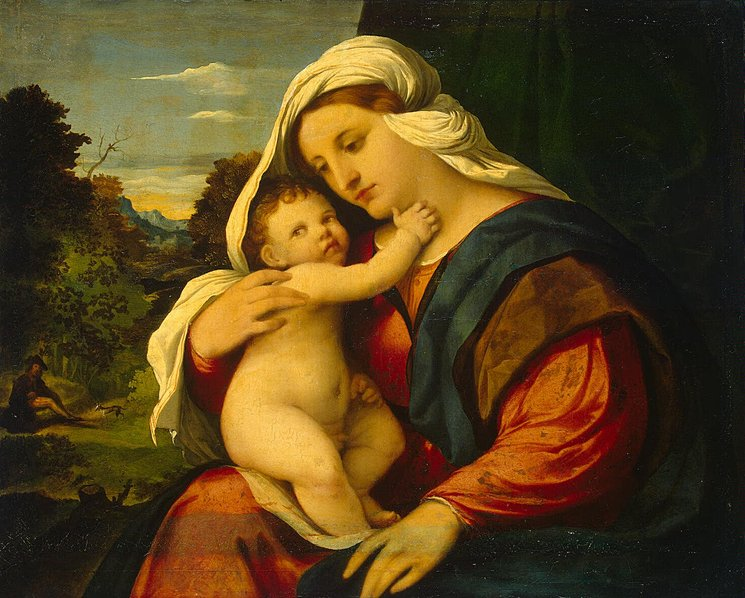
Maria mit Kind, 1515/16
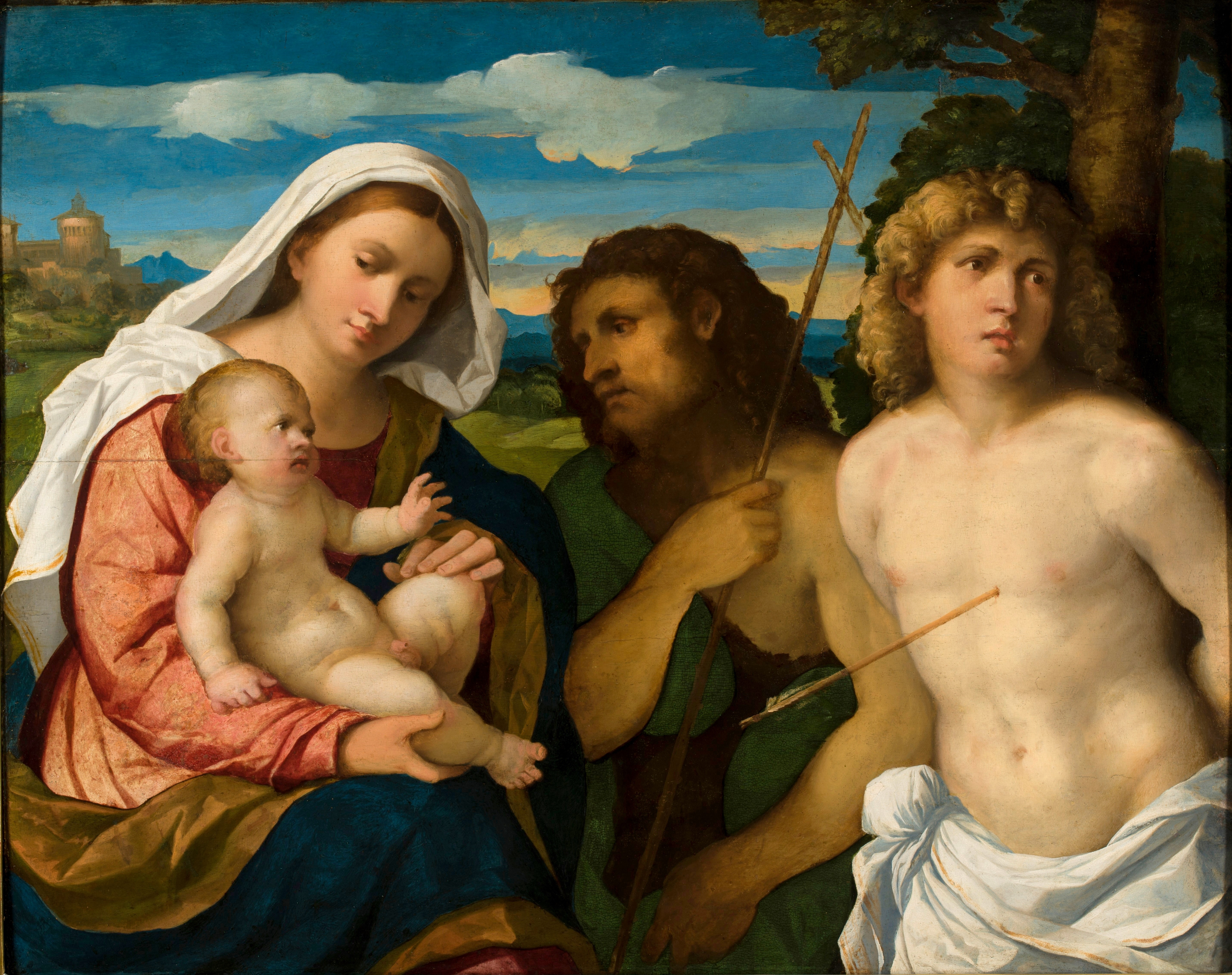
Sacra Conversazione, 1516–18
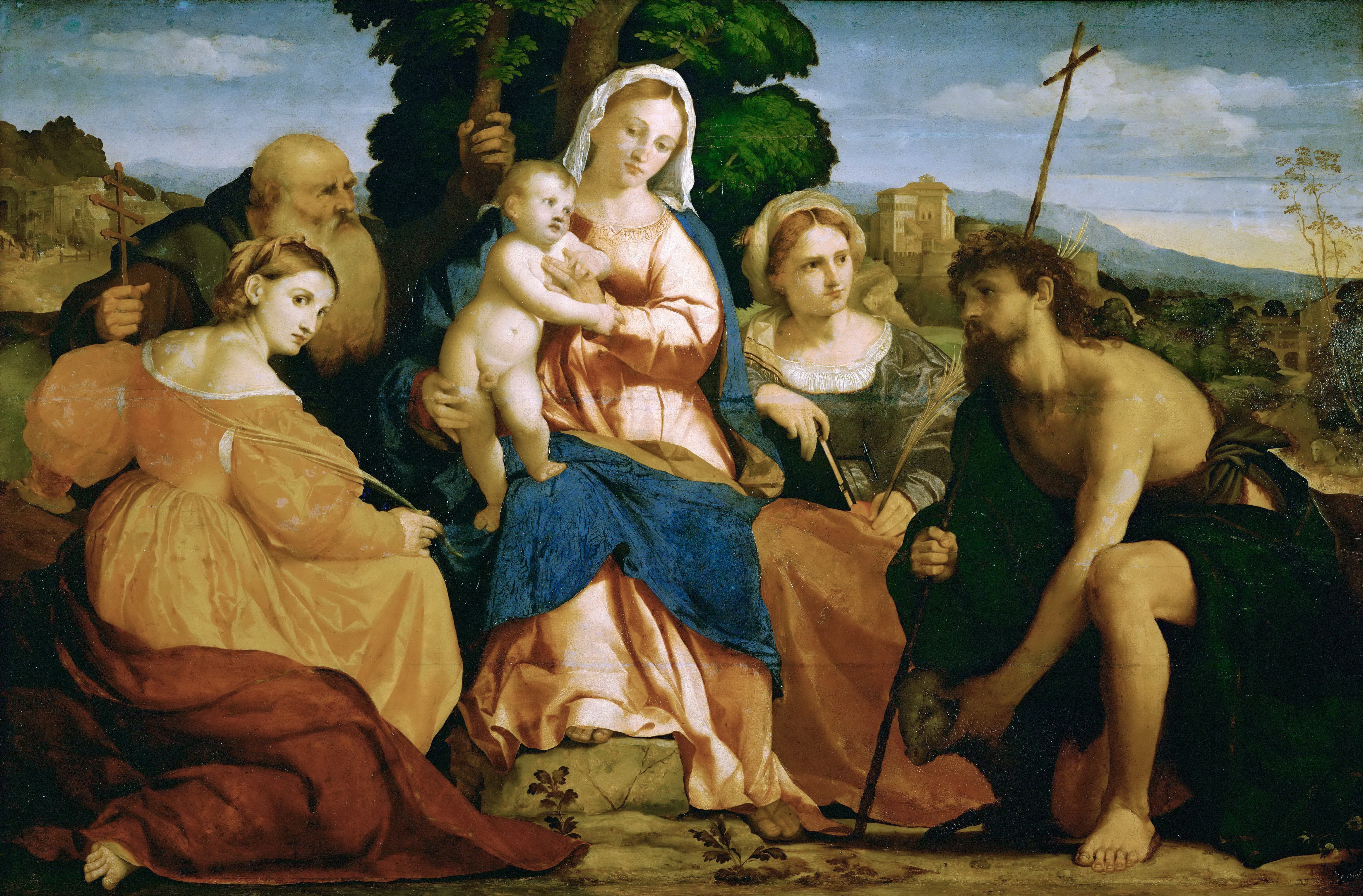
Maria mit Kind und Heiligen Katharina und Coelestin, Johannes d. Täufer und Barbara, 1520–22
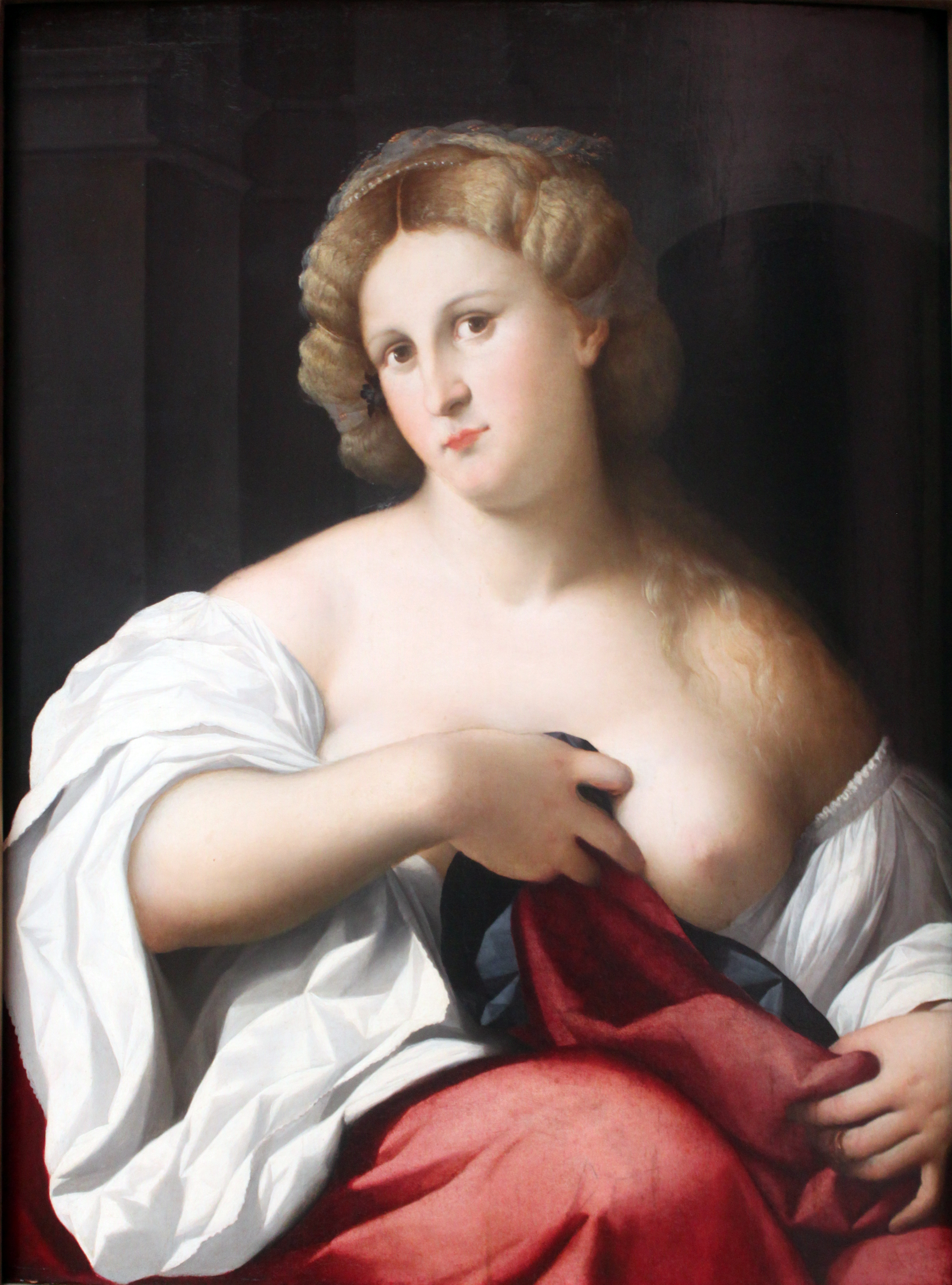
Bildnis einer Frau mit entblößter Brust, 1525
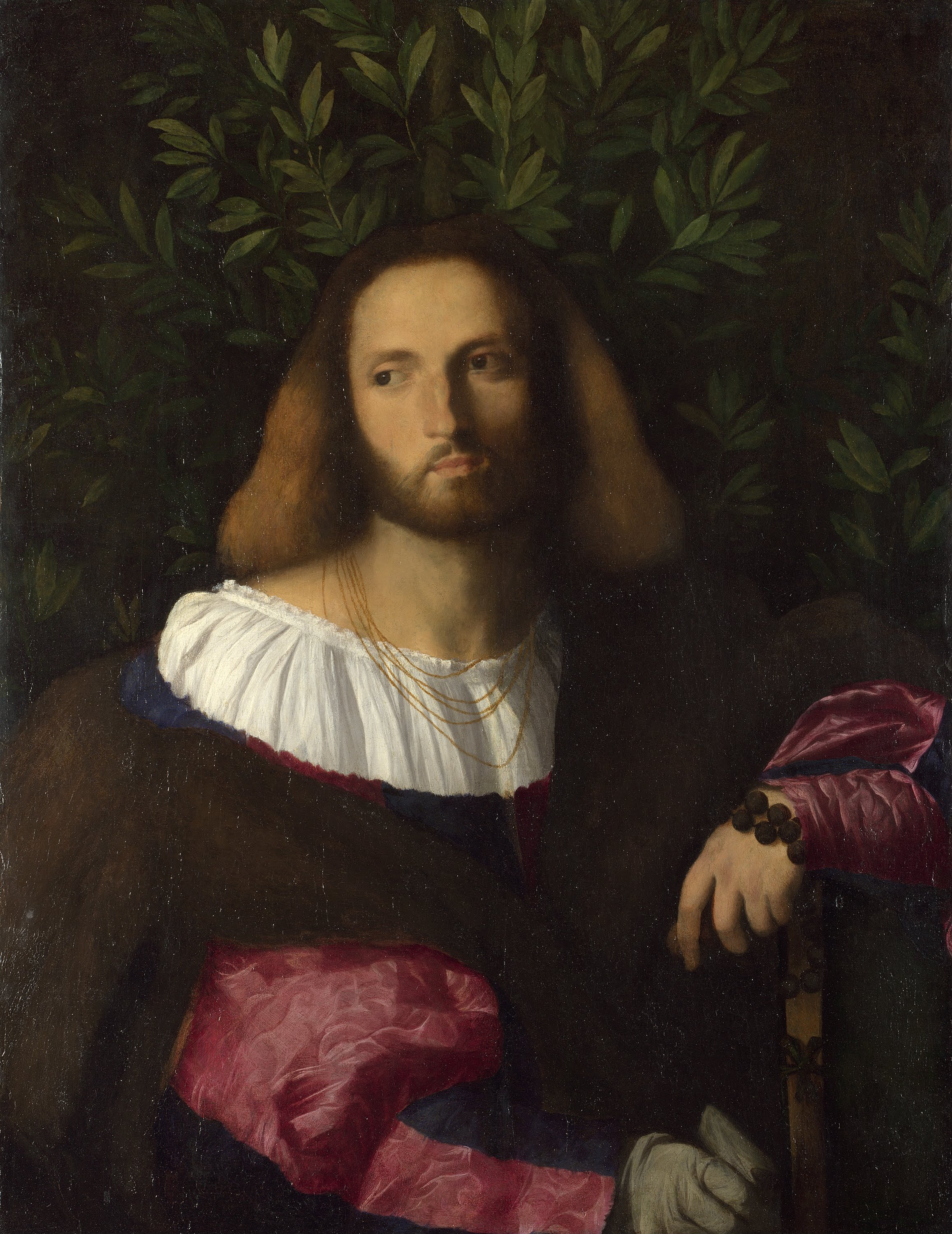
Bildnis eines Dichters
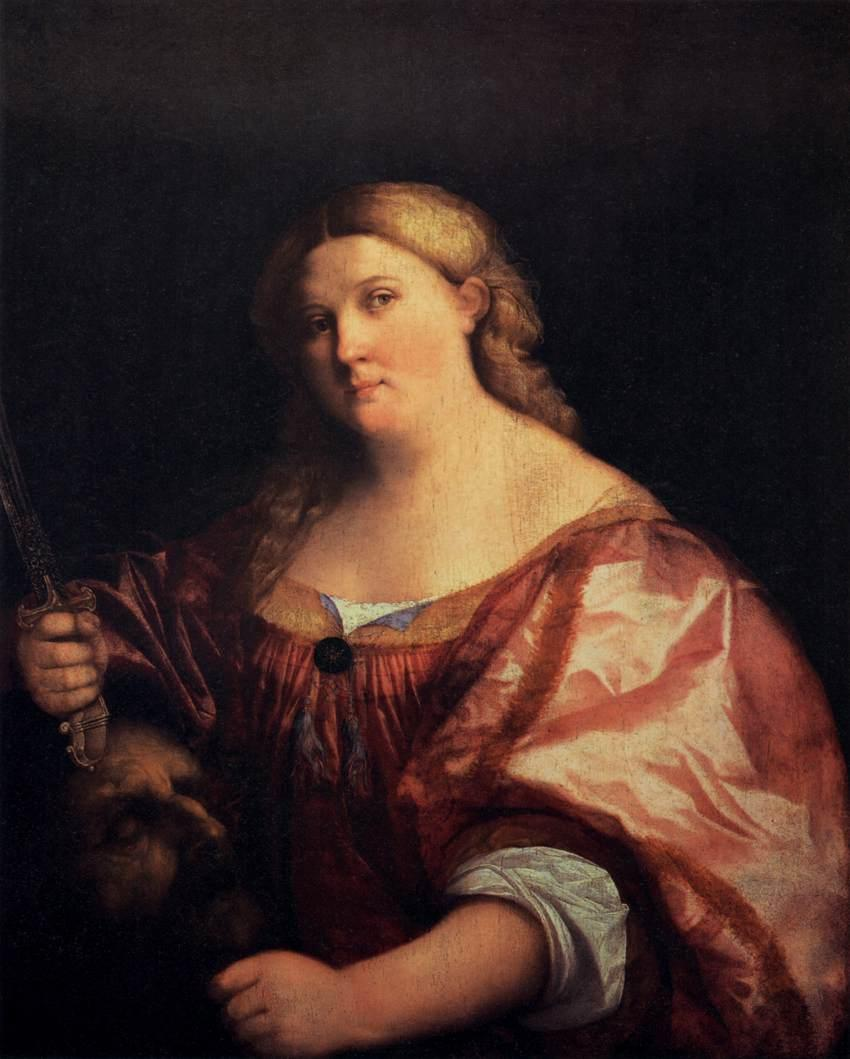
Judith, 1525–28